# Zelotes catholicus
Zelotes catholicus este o specie de păianjeni din genul Zelotes, familia Gnaphosidae, descrisă de Chamberlin în anul 1924. Conform Catalogue of Life specia Zelotes catholicus nu are subspecii cunoscute.